# Station Namyślin
Station Namyślin is een spoorwegstation in de Poolse plaats Namyślin.